# Галахов, Егор Михайлович
Егор Михайлович Галахов (6 мая 1907 года, деревня Большая Киселенка, Торжокский район, Тверская область — 14 июля 1985 года) — слесарь-механик завода № 794 Ленинградского совнархоза. Герой Социалистического Труда (1963).

## Биография
Родился 6 мая 1907 года в крестьянской семье в селе Большая Киселенка (сегодня — Торжокский район Тверской области). Окончил шесть классов. С 1924 года — слесарь на различных производствах Ленинграда. С 1942 года участвовал в Великой Отечественной войне миномётным мастером в составе 657-го стрелкового полка 125-й стрелковой дивизии. С 1944 года — член ВКП(б). Во время одного из сражений получил ранение.
В декабре 1945 года демобилизовался и возвратился в Ленинград где до 1949 года трудился механиком на Ленинградском заводе № 531. Потом работал слесарем-механиком в цехе № 12 (июнь — декабрь 1949), слесарем-механиком в цехе № 1 (декабрь 1949 — май 1967) завода № 794 (с 1957 года — почтовый ящик № 104, с 1966 года — завод «Электроприбор»). Занимался изготовлением радиолокационных станций, антенных систем и различных приёмно-передающих устройств для Военно-морского флота СССР. Указом Президиума Верховного Совета СССР (с грифом «не подлежит опубликованию») от 28 апреля 1968 года «за большие заслуги в деле создания и производства новых типов ракетного вооружения, а также атомных подводных лодок и надводных кораблей, оснащенных этим оружием, и перевооружения кораблей Военно-Морского Флота» удостоен звания Героя Социалистического Труда с вручением ордена Ленина и золотой медали «Серп и Молот».
После выхода на пенсию в 1967 году проживал в Ленинграде. Скончался в июле 1985 года. Похоронен на сельском кладбище села Прутня Торжокского района.

## Награды
- Герой Социалистического Труда
- Орден Ленина
- Орден Отечественной войны 1 степени (11.03.1985)
- Орден «Знак Почёта» (12.07.1957)
- Медаль «За отвагу» (19.02.1945)
- Медаль «За оборону Ленинграда»
- Медаль «За боевые заслуги» (25.02.1944)